# دایانا داروی
دایانا داروی (انگلیسی: Diana Darvey؛ ‏ ۲۱ آوریل ۱۹۴۵ – ۱۱ آوریل ۲۰۰۰) بازیگر، خواننده و هنرمند رقص اهل بریتانیا بود.
از فیلم‌ها یا مجموعه‌های تلویزیونی که وی در آن‌ها نقش داشته‌است، می‌توان به بنی هیل شو اشاره نمود.